# Zavrh nad Dobrno
Zavrh nad Dobrno – wieś w Słowenii, w gminie Dobrna. W 2018 roku liczyła 221 mieszkańców.